# Sortelha
Sortelha é uma aldeia sede da Freguesia de Sortelha do Município do Sabugal, freguesia com 25,27 km² de área e 320 habitantes (censo de 2021), tendo, por isso, uma densidade populacional de 12,7 hab./km².
A freguesia tem um castelo do século XII, mandado construir por Sancho I. A vila fronteiriça, de fundação medieval tornou-se sede de concelho em 1288, perdendo esse estatuto no século XIX depois da reorganização administrativa liberal. Era constituída pelas freguesias de Águas Belas, Urgueira, Bendada, Casteleiro, Malcata, Moita, Pena Lobo, Santo Estêvão, Sortelha e Valverdinho. Tinha, em 1801, 4096 habitantes, distribuídos por 237 km². Após as primeiras reformas administrativas do início do liberalismo, foram-lhe anexadas as freguesias de Lomba e Pousafoles do Bispo. Tinha, em 1849, 6022 habitantes em 261 km².[carece de fontes?]
É hoje uma das aldeias históricas de Portugal.
Uma das maiores festividades desta fantástica aldeia é a feira medieval Muralhas com História, que, com o passar dos anos, tem recebido cada vez mais visitantes desde a primeira edição, em 2011.

## Demografia
A população registada nos censos foi:
| Ano  | 0-14 Anos | 15-24 Anos | 25-64 Anos | > 65 Anos |
| 2001 | 50        | 61         | 263        | 205       |
| 2011 | 23        | 37         | 202        | 182       |
| 2021 | 22        | 15         | 145        | 138       |

## Localidades
A Freguesia de Sortelha engloba as seguintes localidades:
- Caldeirinhas
- Dirão da Rua
- Quarta-Feira
- Ribeira da Nave
- Vale da Escaleira

## Património
- Castelo de Sortelha
- Pelourinho de Sortelha
- Porta da aldeia de Sortelha